# 청띠제비나비
청띠제비나비(학명 : Graphium sarpedon)는 호랑나비과의 한 종류이다. 동아시아, 동남아시아, 호주에 분포한다. 한반도에서는 남부지방 섬 및 연안 지역, 그리고 울릉도에 분포한다. 애벌레는 녹나무, 후박나무를 먹고 자란다. 어른벌레는 검은바탕에 청색의 띄무늬를 가진 날개를 갖고 있다. 애벌레에 기생하는 기생파리 등 천적에 의해서 수가 조절된다.

## 아종
- G. s. sarpedon (Linnaeus, 1758)
- G. s. teredon
- G. s. semifasciatus
- G. s. connectens
- G. s. nipponum
- G. s. messogis
- G. s. islander Monastyrskii, 2012
- G. s. wetterensis Okano, 1993
- G. s. choredon
- G. s. luctatius
- G. s. isander (Godman & Salvin, 1888)

## 사진

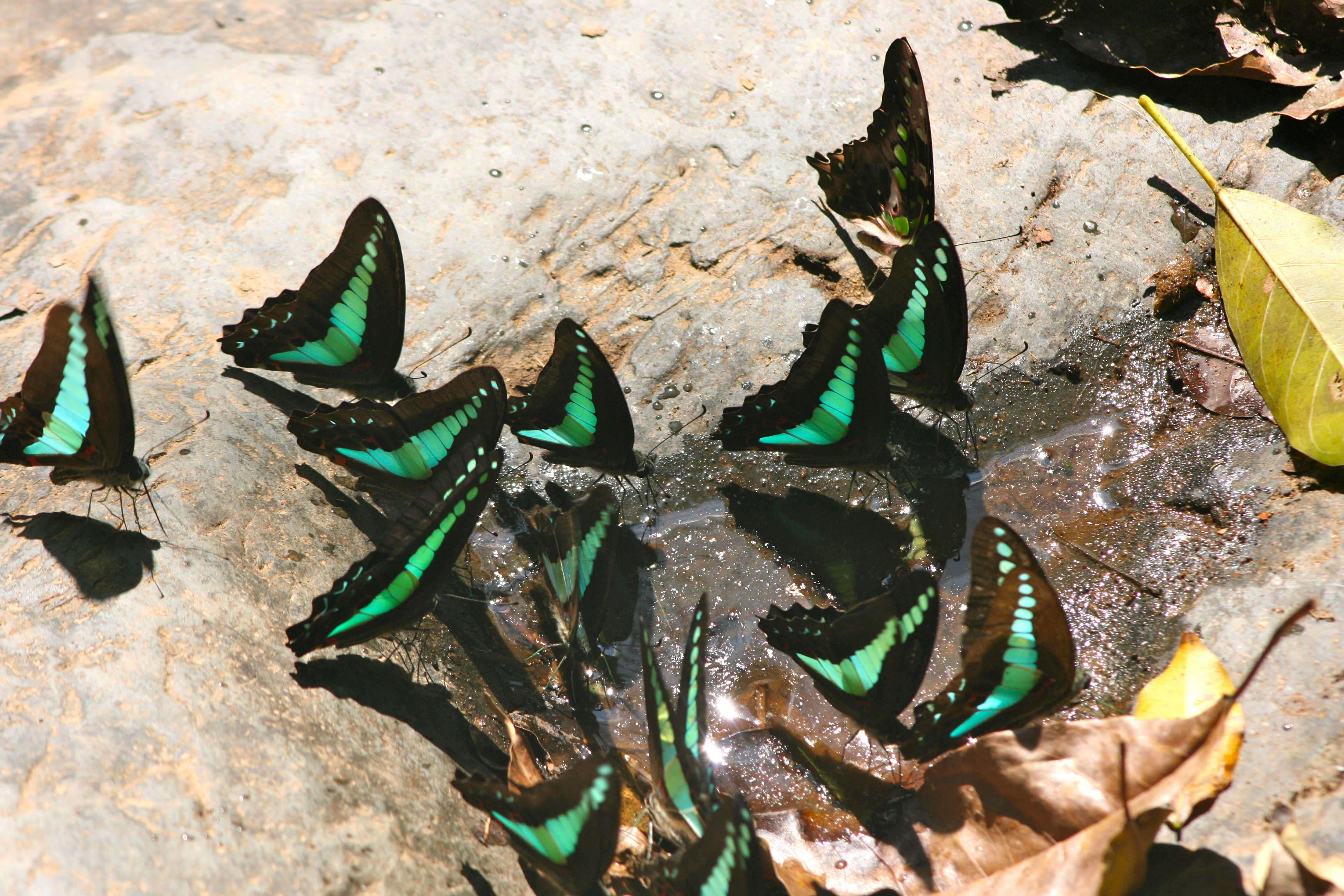
수분을 섭취하는 청띠제비나비 무리
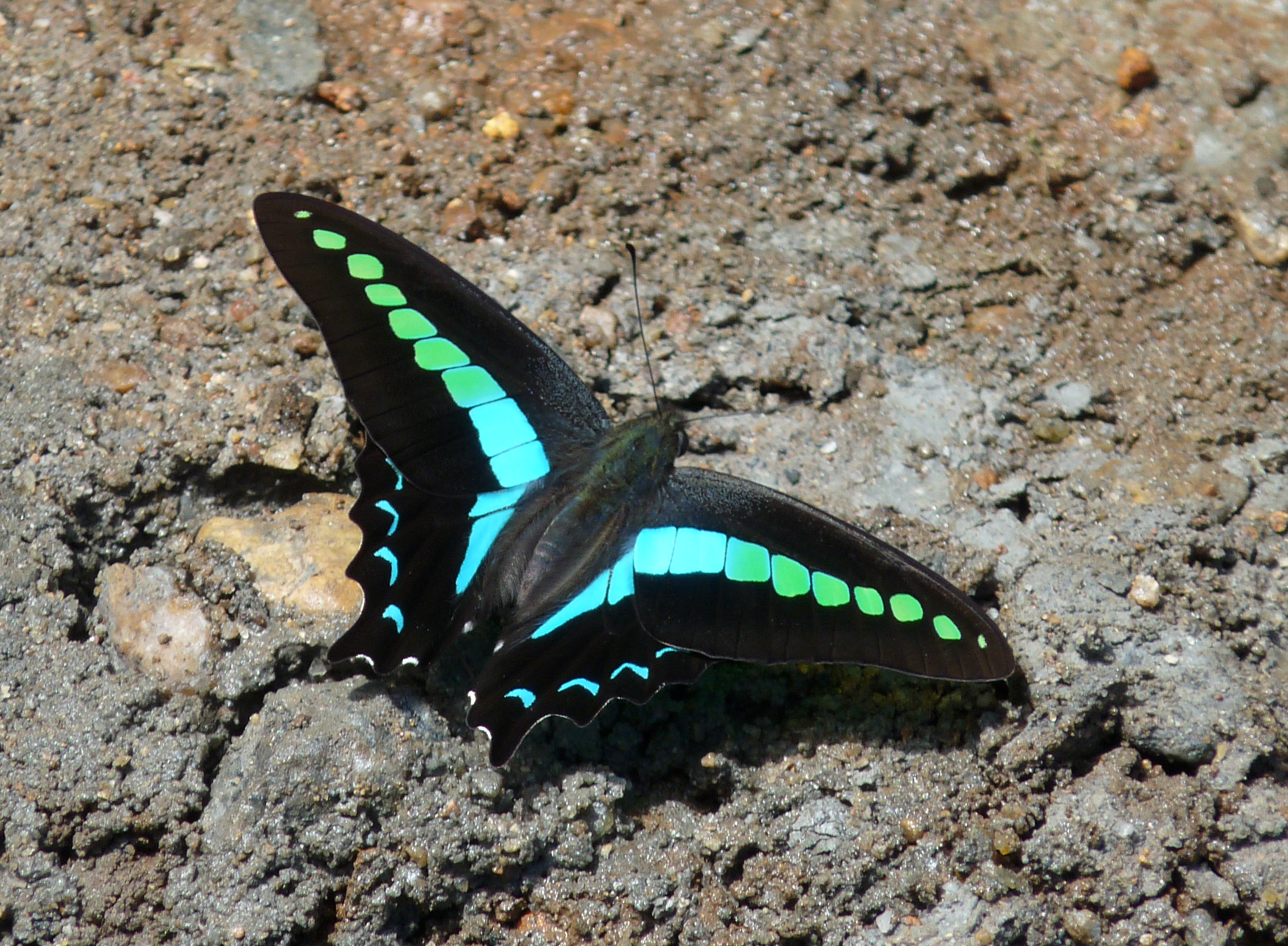
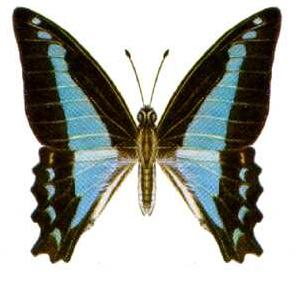
그림
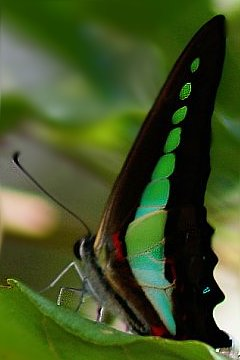
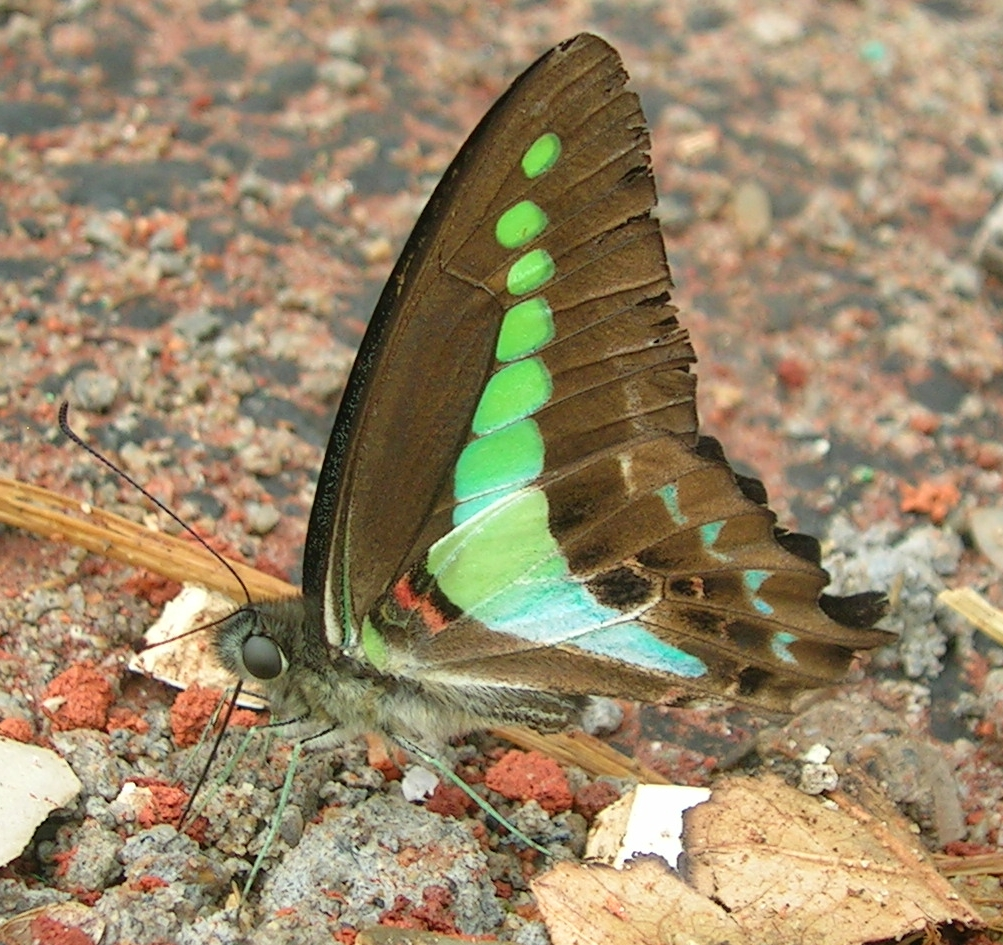

## 참고 문헌
- 백문기, 신유항 (2014년 6월 9일). 《한반도 나비 도감》. 자연과생태. 162쪽. ISBN 978-89-974294-0-0.